# Jan Kitshoff
 Jan Kitshoff (Kitschuck) (ur. 1781 w Polsce, zm. 1854 w Kolonii Przylądkowej) – Polak z zaboru pruskiego. Pruski, francuski i brytyjski żołnierz, farmer i murarz. Początkowo, jako poddany króla pruskiego, służył w jego wojsku. Po klęsce Prusaków w 1806 r. wstąpił na ochotnika do armii Napoleona. W 1809 r., w czasie walk na Zachodzie Europy, dostał się do niewoli brytyjskiej. Ciężkie warunki angielskiego więzienia zmusiły go do wstąpienia do wojska brytyjskiego. Żołnierz 1 Batalionu 60-tego Pułku Piechoty (60th Regiment of Foot), z którym we wrześniu 1811 r. przybył na statku „Lion” do Południowej Afryki. Po zwolnieniu ze służby uzyskał (1817 r.) zgodę na pozostanie w Kolonii Przylądkowej. Osiadł w regionie Swartland, gdzie w 1820 r. poślubił burską kobietą Johannę Jacobę Elisabeth Ackerman. Brał udział w zagospodarowaniu miasta Piketberg (założone w 1836 r.). Ojciec czterech synów i dwóch córek. Protoplasta afrykanerskiego (burskiego) rodu Kitshoff, który wydał kilka znanych w Afryce Południowej postaci (m.in.):
- Michiel H. C. Kitshoff (1915-1990), genealog rodu.
- Michiel C.S. Kitshoff (ur. 1932), duchowny protestancki, profesor teologii.
- Rohan Kitshoff (ur. 1985), zawodnik południowoafrykańskiej ekstraligi (Premier Division) rugby (klub GWK Griekwas).